# Таџикистан на Светском првенству у атлетици на отвореном 2013.
Таџикистан је учествовао на Светском првенству у атлетици на отвореном 2013. одржаном у Москви од 10. до 18. августа једанаести пут, односно учествовао је под данашњим именом на свим првенствима од 1993. до данас. Репрезентацију ове земље представљало је двоје такмичара (по једно у обе конкуренције) који су се такмичили у две дисцилине.,
На овом првенству Таџикистан није освојио ниједну медаљу. Није било нових националних, личних и рекорда сезоне.

## Учесници
| Мушкарци: - Дилшод Назаров — Бацање кладива | Жене: - Владислава Овчаренко — трка на 100 метара |  |

## Резултати

### Мушкарци
| Атлетичар      | Дисциплина     | Лични рекорд | Квалификације | Квалификације | Финале   | Финале       | Детаљи |
| Атлетичар      | Дисциплина     | Лични рекорд | Резултат      | Место         | Резултат | Место        | Детаљи |
| -------------- | -------------- | ------------ | ------------- | ------------- | -------- | ------------ | ------ |
| Дилшод Назаров | Бацање кладива | 80,71        | 77,93         | 2. у гр. Б КВ | 78,31    | 5. / 27 (29) |        |

### Жене
| Атлетичарка          | Дисциплина | Лични рекорд | Квалификације | Квалификације | Полуфиналe        | Полуфиналe        | Финале            | Финале       | Детаљи |
| Атлетичарка          | Дисциплина | Лични рекорд | Резултат      | Пласман       | Резултат          | Пласман           | Резултат          | Пласман      | Детаљи |
| -------------------- | ---------- | ------------ | ------------- | ------------- | ----------------- | ----------------- | ----------------- | ------------ | ------ |
| Владислава Овчаренко | 100 метара | 11,77        | 12,37         | 7. у гр. 5    | није се пласирала | није се пласирала | није се пласирала | 38. /45 (46) |        |